# Liste der Kulturdenkmale in Brotterode-Trusetal
Die Liste der Kulturdenkmale in Brotterode-Trusetal umfasst die als Ensembles, Straßenzüge und Einzeldenkmale erfassten Kulturdenkmale in der thüringischen Stadt Brotterode-Trusetal im Landkreis Schmalkalden-Meiningen mit dem Stand vom 24. Februar 2025.
Die Angaben in der Liste ersetzen nicht die rechtsverbindliche Auskunft der zuständigen Denkmalschutzbehörde.

## Legende
- Bild: zeigt ein Bild des Kulturdenkmals und gegebenenfalls einen Link zu weiteren Fotos des Kulturdenkmals im Medienarchiv Wikimedia Commons
- Bezeichnung: Name, Bezeichnung oder die Art des Kulturdenkmals
- Lage: Wenn vorhanden Straßenname und Hausnummer des Kulturdenkmals; Grundsortierung der Liste erfolgt nach dieser Adresse. Der Link Karte führt zu verschiedenen Kartendarstellungen und nennt die Koordinaten des Kulturdenkmals.
 Kartenansicht, um Koordinaten zu setzen – in dieser Kartenansicht sind Kulturdenkmale ohne Koordinaten mit einem roten bzw. orangen Marker dargestellt und können in der Karte gesetzt werden. Kulturdenkmale ohne Bild sind mit einem blauen bzw. roten Marker gekennzeichnet, Kulturdenkmale mit Bild mit einem grünen bzw. orangen Marker.
- Datierung: gibt das Jahr der Fertigstellung beziehungsweise das Datum der Erstnennung oder den Zeitraum der Errichtung an
- Beschreibung: bauliche und geschichtliche Einzelheiten des Kulturdenkmals, vorzugsweise die Denkmaleigenschaften
- ID: Die ID identifiziert das Kulturdenkmal eindeutig. In Thüringen sind aktuell keine IDs veröffentlicht. In der ID-Spalte kann sich auch folgendes Icon  befinden, dies führt zu Angaben zu diesem Kulturdenkmal bei Wikidata.

## Ensembles
| Bild | Bezeichnung                                         | Lage | Datierung | Beschreibung | ID |
| --- | --------------------------------------------------- | --- | --------- | ------------ | -- |
| BW | Ehemalige Spatmühle A. u. W. Luck                   | Auwallenburg, Brotteroder Straße 51 (Karte) |           |              |    |
| BW | Kennzeichnendes Ortsbild Ortskern Auwallenburg      | Auwallenburg, Eisensteinstraße 10, 11; Ernst-Thälmann-Platz 12, 13, 14; Invalidenstraße 1, 5, 12 (Karte) |           |              |    |
| BW | Ehemaliges Schwer- und Flußspat-Bergwerk Grube Hühn | Auwallenburg, Eisensteinstraße 91, 93 (Karte) |           |              |    |
| [[Vorlage:Bilderwunsch/code!/O:!/C:50.824746,10.442698!/D:Bad Vilbeler Platz 1, 2, 3, 4, 5, 6, 7, 8, 9; Gartenstraße 2a, 2b, 4, 6; Hagenplatz 1, 2, 3, 4, 5, 6; Inselbergstraße 2, 4, 5, 6, 7, 8, 9, 10, 11, 12, 13, 13a, 13b, 15, 16, 17, 19, 20, 21, 23, 25, 26, 28; Johannesstraße 1, 2; Lindenstraße 5; Marktstraße 1, 3, 5; Obere Straße 1, 2, 5, 7, 9, 9a, 10, 11; Poststraße 1, 2, 3; Schmalkalder Straße 1, 2, 3, 5, 8, 9, 10, 11, 12, 13, 14, 16, 17, 20, 21, 22, 23, 24, 25, 26, 27, 29, 30, 31, 31a, 32, 33, 35, 37, 39, 41, 43, 45, 47, 49, 51; Schulstraße 2; Bachstraße 1, 2, Kennzeichnendes Ortsbild Brotterode!/\|BW]] | Kennzeichnendes Ortsbild Brotterode                 | Brotterode, Bad Vilbeler Platz 1, 2, 3, 4, 5, 6, 7, 8, 9; Gartenstraße 2a, 2b, 4, 6; Hagenplatz 1, 2, 3, 4, 5, 6; Inselbergstraße 2, 4, 5, 6, 7, 8, 9, 10, 11, 12, 13, 13a, 13b, 15, 16, 17, 19, 20, 21, 23, 25, 26, 28; Johannesstraße 1, 2; Lindenstraße 5; Marktstraße 1, 3, 5; Obere Straße 1, 2, 5, 7, 9, 9a, 10, 11; Poststraße 1, 2, 3; Schmalkalder Straße 1, 2, 3, 5, 8, 9, 10, 11, 12, 13, 14, 16, 17, 20, 21, 22, 23, 24, 25, 26, 27, 29, 30, 31, 31a, 32, 33, 35, 37, 39, 41, 43, 45, 47, 49, 51; Schulstraße 2; Bachstraße 1, 2 (Karte) |           |              |    |
| BW | Dorfbrunnen und Wohnbebauung                        | Brotterode, Am Leghügel 3 (Karte) |           |              |    |
| Direkt Bild zu diesem Denkmal hochladen | Fabrikanlage Trusetalwerk                           | Herges Vogtei, Bahnhofstraße 6 |           |              |    |
| Direkt Bild zu diesem Denkmal hochladen | Mühle                                               | Herges Vogtei, Bahnhofstraße 7 |           |              |    |
| BW | Kennzeichnendes Ortsbild Ortskern Laudenbach        | Laudenbach, Erzstraße 18, 23; Waldstraße 3, 11 (Karte) |           |              |    |
| BW | Kennzeichnendes Ortsbild Ortskern Trusen            | Trusen, Karl-Marx-Straße 17, 24, 26, 28 (Karte) |           |              |    |

## Einzeldenkmale nach Gemarkungen

### Brotterode
| Bild                                    | Bezeichnung                                                                | Lage                                                       | Datierung | Beschreibung    | ID |
| --------------------------------------- | -------------------------------------------------------------------------- | ---------------------------------------------------------- | --------- | --------------- | -- |
| BW                                      | Wohnhaus                                                                   | Brotterode, Am Zainhammer 4 (Karte)                        |           |                 |    |
| BW                                      | Wohnhaus                                                                   | Brotterode, Bad Vilbeler Platz 2 (Karte)                   |           |                 |    |
| BW                                      | Gerichtsgebäude                                                            | Brotterode, Bad Vilbeler Platz 4 (Karte)                   |           |                 |    |
| Direkt Bild zu diesem Denkmal hochladen | Beckemühle im Wiesengrund                                                  | Brotterode, Beckemühle 1, 4                                |           | mit Ausstattung |    |
| Direkt Bild zu diesem Denkmal hochladen | Mühlgraben                                                                 | Brotterode, Beckemühle 1, 4                                |           |                 |    |
| Direkt Bild zu diesem Denkmal hochladen | Baumbestand                                                                | Brotterode, Beckemühle 1, 4                                |           |                 |    |
| BW                                      | Gefängnis                                                                  | Brotterode, Bernsbachstraße 15 (Karte)                     |           |                 |    |
| BW                                      | Industriegebäude mit Ausstattung / ehem. Zigarrenfabrik                    | Brotterode, Feldstraße 1 (Karte)                           |           |                 |    |
| Fotos hochladen                         | Rathaus                                                                    | Brotterode, Hagenplatz 5 (Karte)                           |           |                 |    |
| Direkt Bild zu diesem Denkmal hochladen | Mühle                                                                      | Brotterode, Inselbergstraße                                |           |                 |    |
| BW                                      | Wohnhaus                                                                   | Brotterode, Inselbergstraße 17 (Karte)                     |           |                 |    |
| BW                                      | Backhaus und Backofen                                                      | Brotterode, Inselbergstraße 37 (Karte)                     |           |                 |    |
| weitere Bilder Fotos hochladen          | Kirche mit Ausstattung, Kirchhof und Einfriedung / Evangelische Dorfkirche | Brotterode, Kirchstraße 4 (Karte)                          |           |                 |    |
| BW                                      | Wohnhaus mit Nebengelaß und Ausstattung                                    | Brotterode, Marktstraße 1 (Karte)                          |           |                 |    |
| BW                                      | Wohnstallhaus                                                              | Brotterode, Obere Straße 41 (Karte)                        |           |                 |    |
| BW                                      | Wohnhaus                                                                   | Brotterode, Poststraße 2 (Karte)                           |           |                 |    |
| BW                                      | Wohnhaus                                                                   | Brotterode, Poststraße 3 (Karte)                           |           |                 |    |
| BW                                      | Schule                                                                     | Brotterode, Schulstraße 2 (Karte)                          |           |                 |    |
| Direkt Bild zu diesem Denkmal hochladen | Grenzadler (preußisch)                                                     | Brotterode, Straße Brotterode-Tabarz (Höhe Rennsteig)      |           |                 |    |
| Fotos hochladen                         | Wegweiserstein                                                             | Brotterode, Straße Brotterode-Tabarz (Höhe Rennsteig)      |           |                 |    |
| BW                                      | Gefallenendenkmal                                                          | Brotterode, Ecke Bahnhofstraße/Schmalkalder Straße (Karte) |           |                 |    |

### Auwallenburg
| Bild                           | Bezeichnung                                   | Lage                                                             | Datierung | Beschreibung | ID |
| ------------------------------ | --------------------------------------------- | ---------------------------------------------------------------- | --------- | ------------ | -- |
| weitere Bilder Fotos hochladen | Ruine Wallenburg                              | Auwallenburg, Am Turm 5 (Karte)                                  |           |              |    |
| BW                             | Laufbrunnen mit Natursteinbecken              | Auwallenburg, Brotteroder Straße o. Nr. (Karte)                  |           |              |    |
| BW                             | Schwerspatmühle                               | Auwallenburg, Brotteroder Straße 38 (Karte)                      |           |              |    |
| BW                             | Maschinenhaus mit Ausstattung und Zuleitungen | Auwallenburg, Brotteroder Straße 48 (Karte)                      |           |              |    |
| BW                             | Gehöft                                        | Auwallenburg, Eisensteinstraße 17, 17a (Karte)                   |           |              |    |
| BW                             | Siedlung                                      | Auwallenburg, Eisensteinstraße 17, 19; Schenkgasse 1 & 5 (Karte) |           |              |    |

### Elmenthal
| Bild            | Bezeichnung | Lage                                     | Datierung | Beschreibung | ID |
| --------------- | ----------- | ---------------------------------------- | --------- | ------------ | -- |
| Fotos hochladen | Backhaus    | Elmenthal, Köhlerweg (Karte)             |           |              |    |
| BW              | Gehöft      | Elmenthal, Straße der Einheit 48 (Karte) |           |              |    |
| BW              | Wohnhaus    | Elmenthal, Straße der Einheit 65 (Karte) |           |              |    |

### Herges Vogtei
| Bild                                    | Bezeichnung                                | Lage                                                         | Datierung | Beschreibung | ID |
| --------------------------------------- | ------------------------------------------ | ------------------------------------------------------------ | --------- | ------------ | -- |
| Direkt Bild zu diesem Denkmal hochladen | Zechenhaus und Stollenmundloch             | Herges Vogtei, An der Mommel                                 |           |              |    |
| Direkt Bild zu diesem Denkmal hochladen | Stollenmundloch                            | Herges Vogtei, Brotteroder Straße                            |           |              |    |
| Direkt Bild zu diesem Denkmal hochladen | Wasserkraftwerk                            | Herges Vogtei, Brotteroder Straße                            |           |              |    |
| BW                                      | Wohnhaus                                   | Herges Vogtei, Brotteroder Straße 13 (Karte)                 |           |              |    |
| BW                                      | Mühle                                      | Herges Vogtei, Brotteroder Straße 24 (Karte)                 |           |              |    |
| BW                                      | Nebengebäude                               | Herges Vogtei, Brotteroder Straße 24 (Karte)                 |           |              |    |
| BW                                      | Mühlgraben                                 | Herges Vogtei, Brotteroder Straße 24 (Karte)                 |           |              |    |
| Direkt Bild zu diesem Denkmal hochladen | Wohnhaus                                   | Herges Vogtei, Liebensteiner Straße 2                        |           |              |    |
| BW                                      | Gehöft                                     | Herges Vogtei, Pappenheimplatz 5 (Karte)                     |           |              |    |
| Direkt Bild zu diesem Denkmal hochladen | Wohnhaus mit Wirtschaftstrakt und Schmiede | Herges Vogtei, Platz der Deutsch-Sowjetischen Freundschaft 2 |           |              |    |
| BW                                      | Wohnhaus mit Hof und Scheune               | Herges Vogtei, Thälmannplatz 10 (Karte)                      |           |              |    |
| BW                                      | Wohnhaus                                   | Herges Vogtei, Ziegengasse 9 (Karte)                         |           |              |    |
| Direkt Bild zu diesem Denkmal hochladen | Sortier- und Gräshaus                      | Herges Vogtei, ortsauswärts an der Liebensteiner Straße      |           |              |    |
| Direkt Bild zu diesem Denkmal hochladen | Brunnen                                    | Herges Vogtei, Ecke Invalidenstraße/Margertz                 |           |              |    |

### Laudenbach
| Bild                                    | Bezeichnung               | Lage                            | Datierung | Beschreibung | ID |
| --------------------------------------- | ------------------------- | ------------------------------- | --------- | ------------ | -- |
| Direkt Bild zu diesem Denkmal hochladen | Wohnhaus mit Nebengebäude | Laudenbach, Erzstraße 18        |           |              |    |
| BW                                      | Wohnhaus                  | Laudenbach, Erzstraße 5 (Karte) |           |              |    |

### Trusen
| Bild                                    | Bezeichnung                             | Lage                                 | Datierung | Beschreibung    | ID |
| --------------------------------------- | --------------------------------------- | ------------------------------------ | --------- | --------------- | -- |
| BW                                      | Wohnhaus mit Werkstatt und Nebengebäude | Trusen, An der Truse 7 (Karte)       |           |                 |    |
| BW                                      | Wohnhaus                                | Trusen, Karl-Marx-Straße 17 (Karte)  |           |                 |    |
| weitere Bilder Fotos hochladen          | Evangelisch-lutherische Pfarrkirche     | Trusen, Karl-Marx-Straße 26a (Karte) |           | mit Ausstattung |    |
| BW                                      | Kirchhof                                | Trusen, Karl-Marx-Straße 26a (Karte) |           |                 |    |
| BW                                      | Einfriedung                             | Trusen, Karl-Marx-Straße 26a (Karte) |           |                 |    |
| BW                                      | Gehöft                                  | Trusen, Karl-Marx-Straße 28 (Karte)  |           |                 |    |
| BW                                      | Schule                                  | Trusen, Karl-Marx-Straße 35 (Karte)  |           |                 |    |
| BW                                      | Villa mit Fabrik                        | Trusen, Karl-Marx-Straße 40 (Karte)  |           |                 |    |
| Direkt Bild zu diesem Denkmal hochladen | Wohnhaus                                | Trusen, Ziegengasse 9                |           |                 |    |

### Wahles
| Bild                                    | Bezeichnung               | Lage                                        | Datierung | Beschreibung | ID |
| --------------------------------------- | ------------------------- | ------------------------------------------- | --------- | ------------ | -- |
| Direkt Bild zu diesem Denkmal hochladen | Brücke / Steinbogenbrücke | Wahles, Wilhelm-Pieck-Straße über die Truse |           |              |    |